# Perinaldo
Perinaldo (en ligur Preinòud) és un comune italià, situat a la regió de la Ligúria i a la província d'Imperia. El 2015 tenia 870 habitants.

## Geografia
Té una superfície de 20,3 km² i les frazioni de Negi, Suseneo. Limita amb Apricale, Bajardo, Dolceacqua, San Biagio della Cima, Sanremo, Seborga, Soldano i Vallebona.

## Evolució demogràfica
| Gràfica d'evolució de Perinaldo entre 1861 i 2011 |
|                                                   |
| Font: ISTAT                                       |

## Personatges il·lustres
- Giovanni Cassini. 1625-1712, astrònom
- Giovanni Domenico Maraldi. 1709-1788, astrònom